# Richard Basehart
John Richard Basehart (Zanesville, 31 agosto 1914 – Los Angeles, 17 settembre 1984) è stato un attore statunitense.

## Biografia
Nativo di Zanesville (Ohio), trascorse gran parte della sua infanzia in un orfanotrofio, dopo la morte della madre e quando suo padre, Harry Basehart, non fu capace di badare ai suoi quattro figli.
Intenzionato inizialmente a seguire le orme paterne nel giornalismo, il tredicenne Richard iniziò a recitare in piccoli ruoli all'interno della compagnia teatrale cittadina. Dopo aver terminato le scuole superiori, nel 1932 si unì alla Wright Players Stock Company, lavorando contemporaneamente come reporter a Zanesville. A metà degli anni trenta si unì alla compagnia di Jasper Deeter Hedgerow Theater Company, nella Rose Valley, recitando per cinque anni in diversi classici del teatro. Alla fine degli anni trenta si spostò a New York in cerca di fortuna nei teatri di Broadway. 
Continuò a cercare una svolta nella sua carriera teatrale e nel 1942 si unì alla compagnia teatrale di Margaret Webster, ma il suo percorso artistico cambiò rotta solo nel 1945, grazie alla commedia The Hasty Heart, quando il regista teatrale Bretaigne Windust gli affidò il ruolo principale del soldato scozzese, interpretazione per la quale Basehart vinse il New York Drama Critics Award nel 1945.

Richard Basehart con Giulietta Masina nel film Il bidone (1955)

Fu da quel momento che Basehart trovò la sua strada anche sul grande schermo, ottenendo il suo primo contratto a Hollywood e recitando nel suo primo film, Dimmi addio (1947), accanto a Joan Leslie, cui seguì il film drammatico Il grido del lupo (1947), al fianco di Barbara Stanwyck ed Errol Flynn.
Il merito di Basehart in questo periodo della sua carriera cinematografica fu quello di scegliere con molta attenzione i suoi ruoli, evitando personaggi stereotipati in cui potesse essere in seguito identificato.
La prima interpretazione a dargli una certa notorietà fu nella pellicola poliziesca Egli camminava nella notte (1948), diretta dal regista Alfred L. Werker e da un non ancora accreditato Anthony Mann, al fianco di Scott Brady, nella quale Basehart interpretò magistralmente il ruolo di un tecnico elettronico dedito al furto e all'omicidio.

Richard Basehart con la moglie Valentina Cortese nel film Amore e guai... (1958)

Nei successivi due anni Basehart affrontò diversi ruoli importanti, il più noto dei quali fu nel dramma storico Il regno del terrore (1949) di Anthony Mann, nel quale l'attore interpretò magistralmente il ruolo di Maximilien de Robespierre, responsabile del bagno di sangue che seguì la Rivoluzione francese. Nel 1950 Basehart venne chiamato ad interpretare uno dei ruoli più difficili ed impegnativi della sua carriera nella celebre pellicola drammatica 14ª ora, diretta da Henry Hathaway, al fianco di Debra Paget e Barbara Bel Geddes.
Fu durante le riprese di questa pellicola che sua moglie Stephanie fu colta da un malore che si rivelò essere un tumore cerebrale, del quale morì poco tempo dopo. Dopo aver terminato le riprese del film Basehart lasciò gli Stati Uniti d'America e si trasferì in Italia insieme all'attrice Valentina Cortese, che sposò nel 1951. I due coniugi recitarono insieme nei film Ho paura di lui del 1951 e Amore e guai... del 1958.
Tra i principali lavori a cui prese parte durante gli anni cinquanta, sono da ricordare La strada (1954) e Il bidone (1955), diretti entrambi da Federico Fellini, l'epico Moby Dick, la balena bianca (1956) di John Huston, il dramma militare Il fronte del silenzio (1957) di Karl Malden (per cui ottenne una candidatura ai BAFTA Awards).
In seguito prese parte alla serie televisiva Viaggio in fondo al mare (1964-1968), all'episodio pilota della serie televisiva Supercar (1982), in cui interpretò Wilton Knight.
Fu l'annunciatore nella cerimonia di chiusura delle Olimpiadi di Los Angeles nel 1984. Vittima di una serie di ictus sempre nell’agosto dello stesso anno, fu operato ma non si riprese dall'intervento: morì il 17 settembre all’età di 70 anni. L'attore venne cremato.

## Vita privata
Nel 1939 conobbe l'attrice Stephanie Klein, che divenne la sua prima moglie. Dal matrimonio, che si concluse con la morte della donna a causa di un tumore al cervello, non nacque prole. Con Valentina Cortese, la seconda moglie, generò un figlio, Jackie, che seguì le loro orme. La coppia divorziò nel 1960. Basehart ebbe poi altri due figli, nati dal terzo matrimonio, che durò fino alla morte dell'attore.

## Filmografia parziale

### Cinema

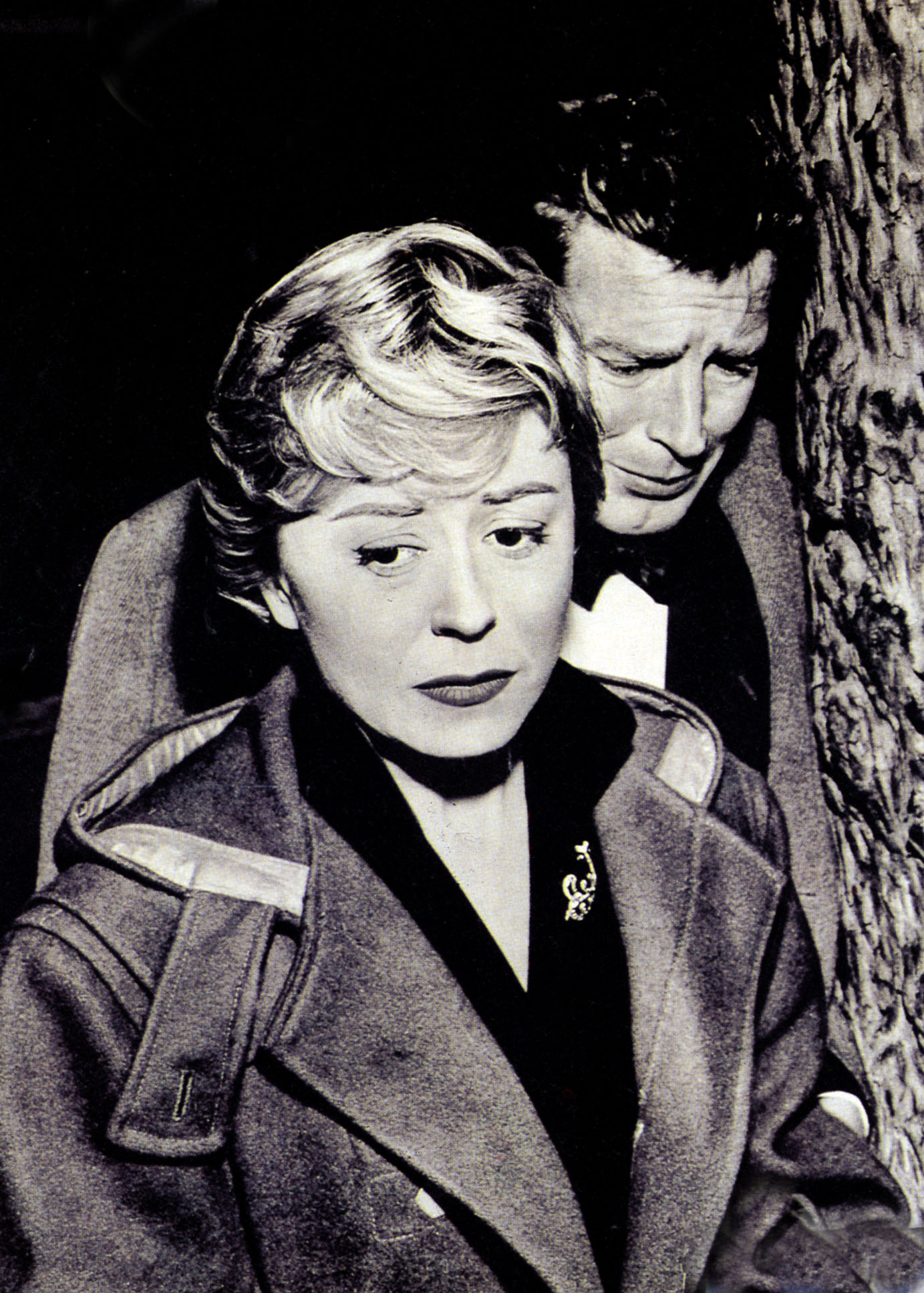
Richard Basehart con Giulietta Masina nel film Il bidone

- Dimmi addio (Repeat Performance), regia di Alfred L. Werker (1947)
- Il grido del lupo (Cry Wolf), regia di Peter Godfrey (1947)
- Egli camminava nella notte (He Walked by Night), regia di Alfred L. Werker (1948)
- Tensione (Tension), regia di John Berry (1949)
- La morte al di là del fiume (Roseanna McCoy), regia di Irving Reis (1949)
- Il regno del terrore (Reign of Terror), regia di Anthony Mann (1949)
- La gabbia di ferro (Outside The Wall), regia di Crane Wilbur (1950)
- 14ª ora (Fourteen Hours), regia di Henry Hathaway (1951)
- Ho paura di lui (The House on Telegraph Hill), regia di Robert Wise (1951)
- I figli della gloria (Fixed Bayonets!), regia di Samuel Fuller (1951)
- I dannati (Decision Before Dawn), regia di Anatole Litvak (1951)
- Titanic, regia di Jean Negulesco (1953)
- La mano dello straniero, regia di Mario Soldati (1953)
- Donne proibite, regia di Giuseppe Amato (1954)
- L'età della violenza (The Good Die Young), regia di Lewis Gilbert (1954)
- Avanzi di galera, regia di Vittorio Cottafavi (1954)
- La strada, regia di Federico Fellini (1954)
- La febbre dell'uranio (Canyon Crossroads), regia di Alfred L. Werker (1955)
- Le avventure di Cartouche, regia di Steve Sekely, Gianni Vernuccio (1955)
- Il bidone, regia di Federico Fellini (1955)
- La vena d'oro, regia di Mauro Bolognini (1955)
- L'amante misteriosa (The Intimate Stranger), regia di Joseph Losey (1956)
- Moby Dick, la balena bianca (Moby Dick), regia di John Huston (1956)
- Il fronte del silenzio (Time Limit), regia di Karl Malden (1957)
- Arrivederci, Dimas (Los jueves, milagro), regia di Luis García Berlanga (1957)
- Karamazov (The Brothers Karamazov), regia di Richard Brooks (1958)
- Amore e guai..., regia di Angelo Dorigo (1958)
- Peccatori delle Hawaii (L'Ambitieuse), regia di Yves Allégret (1959)
- La donna dell'altro (Jons und Erdme), regia di Victor Vicas (1959)
- Jovanka e le altre (5 Branded Women), regia di Martin Ritt (1960)
- Ritratto in nero (Portrait in Black), regia di Michael Gordon (1960)
- Passaporto per Canton (Visa to Canton), regia di Michael Carreras (1960)
- I fuorilegge della valle solitaria (Tierra brutal), regia di Michael Carreras (1961)
- La belva del secolo (Hitler), regia di Stuart Heisler (1962)
- I re del sole (Kings of the Sun), regia di J. Lee Thompson (1963)
- Stazione 3: top secret (The Satan Bug), regia di John Sturges (1965)
- Un tipo che mi piace (Un homme qui me plaît), regia di Claude Lelouch (1969)
- Chato (Chato's Land), regia di Michael Winner (1972)
- La notte del furore (Rage), regia di George C. Scott (1972)
- Terrore nel buio (Mansion of the Doomed), regia di Michael Pataki (1976)
- L'isola del dr. Moreau (The Island of Dr. Moreau), regia di Don Taylor (1977)
- The Great Bank Hoax, regia di Joseph Jacoby (1978)
- Oltre il giardino (Being There), regia di Hal Ashby (1979)

### Televisione
- Playhouse 90 – serie TV, episodi 1x16, 4x09-4x13 (1957-1960)
- Studio One – serie TV, episodi 10x03-10x04 (1957)
- I racconti del West (Zane Grey Theater) – serie TV, episodio 3x12 (1958)
- The DuPont Show of the Month – serie TV, episodio 4x01 (1960)
- Shangri-La, regia di George Schaefer – film TV (1960)
- Play of the Week – serie TV, episodio 2x19 (1961)
- The Light That Failed, regia di Marc Daniels – film TV (1961)
- Gli uomini della prateria (Rawhide) – serie TV, episodio 4x07 (1961)
- The DuPont Show of the Week – serie TV, episodio 1x26 (1962)
- L'ora di Hitchcock (The Alfred Hitchcock Hour) – serie TV, episodi 1x09-2x07 (1962-1963)
- La città in controluce (Naked City) – serie TV, episodio 4x11 (1962)
- Route 66 – serie TV, episodio 3x16 (1963)
- The Dick Powell Show – serie TV, episodio 2x19 (1963)
- Combat! – serie TV, episodi 2x04 e 2x05 (1963)
- Ben Casey – serie TV, episodio 3x09 (1963)
- Sotto accusa (Arrest and Trial) – serie TV, episodio 1x09 (1963)
- Ai confini della realtà (The Twilight Zone) – serie TV, episodio 5x09 (1963)
- Lost in Space – serie TV, episodio 1x02 (1965)
- Colombo (Columbo) – serie TV, episodio 2x04 (1972)
- La casa nella prateria (Little House on the Prairie) – serie TV, episodio 2x17 (1976)
- 21 ore a Monaco (21 Hours at Munich), regia di William A. Graham – film TV (1976)
- Supercar (Knight Rider) – serie TV, episodio pilota Nuova identità (1982)

## Doppiatori italiani
Nelle versioni in italiano delle opere in cui ha recitato, Richard Basehart è stato doppiato da:
- Emilio Cigoli in Il regno del terrore, La vena d'oro, Amore e guai...
- Giuseppe Rinaldi in 14ª ora, Titanic, Il fronte del silenzio
- Stefano Sibaldi in La strada, Moby Dick, la balena bianca, Ho paura di lui
- Giulio Panicali in La gabbia di ferro, La mano dello straniero, Jovanka e le altre
- Renato Turi in Karamazov, I fuorilegge della valle solitaria
- Adolfo Geri in Tensione, I dannati
- Gianfranco Bellini in Dimmi addio
- Augusto Marcacci in I figli della gloria
- Pino Locchi in L'età della violenza
- Enrico Maria Salerno in Il bidone
- Nando Gazzolo in Ritratto in nero
- Bruno Persa in I re del sole
- Antonio Guidi in Chato
- Oreste Rizzini in Colombo
- Giorgio Piazza in Le strade di San Francisco
- Michele Kalamera in Viaggio in fondo al mare
- Elio Zamuto in Terrore nel buio
- Angelo Nicotra in Il regno del terrore (ridoppiaggio)
- Franco Zucca in Hawaii squadra cinque zero (ridoppiaggio)

## Premi e riconoscimenti
- Stella alla Hollywood Walk of Fame, Categoria Cinema, 6276 Hollywood Blvd.